# Gilosz

Gilosz polskiego świadectwa szkolnego

Gilosz (z fr. guilloché) – zawiły rysunek ornamentowy wykonany z wielu cienkich linii krzywych, zestawionych w różnorodnych kombinacjach, posiadający cechy uporządkowania i konsekwencji oraz zbliżoną gęstość na całej powierzchni, stosowany jako trudne do podrobienia tło. Gilosz jest rysunkiem nienarzucającym się swoim wyglądem, zestawionym z jasnych linii, często kolorowych i umożliwia czytelne nadrukowywanie na nim tekstów nawet w małym stopniu pisma. 
Gilosz używany jest do zabezpieczenia druku w rozmaitego rodzaju papierach wartościowych i innych dokumentach. Może też mieć charakter dekoracyjny. Może występować samodzielnie (np. na wewnętrznych stronach okładki ważnych dokumentów) lub jako tło dla innych elementów, np. na banknotach, gdzie jest drukowany techniką irysu.
Gilosze pierwotnie stanowiły grawerowaną ozdobę przedmiotów użytkowych (np. kopert zegarków), a dopiero później wykorzystano je w poligrafii i to najpierw jako element zdobniczy.